# Phùng Tiến Minh
Phùng Tiến Minh (sinh ngày 17 tháng 7 năm 1978) là một diễn viên phim truyền hình và diễn viên kịch, nhạc sĩ, ca sĩ. Anh được nhà nước trao tặng danh hiệu nghệ sĩ ưu tú năm 2019 sau những đóng góp cho nền nghệ thuật nước nhà

## Tiểu sử
Phùng Tiến Minh là con trai cả trong gia đình có hai anh em trai. Cha anh là một diễn viên chèo, sau chuyển sang làm diễn viên kịch. Mẹ anh cũng là một diễn viên chèo.
Tiến Minh học khoa Kịch nói của Trường Đại học Sân khấu và Điện ảnh Hà Nội. Ra trường anh trở thành diễn viên kịch của Nhà hát Kịch Hà Nội.

## Sự nghiệp

### Diễn viên
Là một diễn văn nghệ viên kịch của Nhà hát Kịch Hà Nội, Tiến Minh đặt công việc ở nhà hát lên hàng đầu. Vai diễn anh ấn tượng nhất là Chúa Trịnh trong vở kịch Trạng Quỳnh.
Ngoài là diễn viên kịch, Tiến Minh còn đóng phim. Anh đóng các vai chính diện trong Tình thắm Sapa, Nhọc nhằn cửu vạn, Hoa cúc trắng. Thời gian sau, ngoại hình thay đổi do béo lên nên Tiến Minh được giao các vai phản diện như trong Con đường hạnh phúc, Đi qua bóng tối. Ngoài ra, Tiến Minh còn đóng cả hài kịch các vai như "Hướng Dương Ngược Nắng", đáng chú ý nhất là các bộ phim hài Tết do Công ty cổ phần Nghe nhìn Thăng Long sản xuất như Chôn nhời, Cổ tích thời @, Cụ tổ hiển linh,... đồng thời anh còn là nhạc sĩ sáng tác ca khúc trong các bộ phim hài đó.

## Danh sách phim

### Truyền hình
| Năm  | Tựa phim                       | Vai diễn            | Đạo diễn                               |
| ---- | ------------------------------ | ------------------- | -------------------------------------- |
| 1989 | Trạng Quỳnh                    | Trạng lúc nhỏ       |                                        |
| 1999 | Nhọc nhằn cửu vạn              |                     |                                        |
| 2000 | Dải lụa                        | Anh Vạn             | Lê Cường Việt                          |
| 2003 | Vị tướng tình báo và hai bà vợ |                     | Bùi Cường                              |
| 2004 | Tình thắm Sapa                 | Phúc Lâm            | Hoàng Thanh Du                         |
| 2004 | Người mất ngủ                  | Toàn                | Hoàng Thanh Du                         |
| 2008 | Xuân Cồ đánh ghen              | Văn Cơi             | Vũ Minh Trí                            |
| 2008 | Gió từ Phố Hiến                |                     | Vũ Minh Trí                            |
| 2008 | Con đường hạnh phúc            | Hưng                | Bùi Huy Thuần                          |
| 2009 | Đi qua bóng tối                | Đệ                  | Vũ Minh Trí                            |
| 2011 | Cảnh sát hình sự: Đầm lầy bạc  | Thông               | Bùi Quốc Việt                          |
| 2011 | Chủ tịch tỉnh                  | Lai                 | Bùi Quốc Việt, Bùi Huy Thuần           |
| 2013 | Giấc mơ hạnh phúc              | Phan                | Bùi Huy Thuần                          |
| 2019 | Những nhân viên gương mẫu      | Ông Hảo             | Lê Mạnh & NSƯT Vũ Trường Khoa          |
| 2021 | Hướng dương ngược nắng         | Quản lý quán cà phê | NSƯT Vũ Trường Khoa                    |
| 2021 | Ngày mai bình yên              | Chiến               | NSƯT Vũ Trường Khoa & Hoàng Tích Thiện |
| 2024 | Mật lệnh hoa sữa               | Minh "đen"          | Nguyễn Tất Kiên                        |

### Phim Hài
| Năm  | Tựa phim          | Vai diễn  | Đạo diễn       |
| ---- | ----------------- | --------- | -------------- |
| 2012 | Thị hến kén chồng | Thầy Xã   | Phạm Đông Hồng |
| 2013 | Cụ Tổ hiền linh   | Ông Ba    | Phạm Đông Hồng |
| 2014 | Chôn Nhời         | Thầy Lang | Phạm Đông Hồng |

### Nhạc sĩ
Ca khúc đầu tiên Phùng Tiến Minh sáng tác vào năm 1992. Phần nhiều ca khúc anh sáng tác là nhạc cho phim và kịch. Tính đến cuối năm 2013, Phùng Tiến Minh viết ca khúc và nhạc cho hơn 40 phim truyền hình và gần 20 vở kịch.
Lần đầu tiên Tiến Minh viết ca khúc cho phim vào năm 1999 cho bộ phim Nhọc nhằn cửu vạn. Anh khi đó là diễn viên trong phim. Khi đạo diễn chưa ưng ý bài hát cho phim, Tiến Minh đã đưa bài hát do mình sáng tác và được chấp nhận. Sau này, anh có nhiều bài hát nổi tiếng cho các bộ phim như Đi qua bóng tối, Vệt nắng cuối trời, Con đường hạnh phúc...
Ca khúc đầu tiên cho kịch Tiến Minh viết vào năm 2003 cho vở Con yêu. Tiếp theo là những vở như 2000 ngày oan trái, Hà My của tôi cho Nhà hát kịch Hà Nội. Sau đó nhiều vở của nhà hát anh được mời viết nhạc. Với anh, viết nhạc cho phim đơn giản hơn về kĩ thuật so với nhạc cho sân khấu.
Tuy sáng tác nhiều bài hát nhưng Tiến Minh chưa qua trường lớp đào tạo sáng tác bài bản nào. Vì vậy anh không cho rằng mình là nhạc sĩ. Anh cho rằng mình thiếu chuyên nghiệp và viết nhạc chỉ để kiếm tiền đóng phim.

### Ca sĩ
Một số bài hát của anh không dễ hát nên nhiều lúc anh thể hiện luôn tác phẩm của mình. Ngoài tên thật, Tiến Minh còn sử dụng một số nghệ danh khi trình bày tác phẩm như Minh Tiến (tên em trai), Minh Hiếu (tên con trai).

## Tác phẩm
- Nơi tình yêu bắt đầu (Ost Siêu thị tình yêu)
- Trở về cát bụi (Ost Ngôi biệt thự màu tro lạnh)
- Nơi tình yêu kết thúc (Ost Giọt nước rơi)
- Nơi tình yêu trở lại
- Khúc ca cho tình nhân (Ost Khúc ca cho tình nhân)
- Chỉ có thể là yêu (Ost Chỉ có thể là yêu)
- Thầm yêu
- Chỉ còn lại tình yêu (Ost Chỉ còn lại tình yêu)
- Con đường hạnh phúc (Ost Con đường hạnh phúc)
- Như những phút ban đầu
- Để mãi có nhau (Ost Đi qua bóng tối)
- Dòng đời (Ost Chủ tịch tỉnh (phim truyền hình))
- Đi qua bóng tối (Ost Đi qua bóng tối)
- Hà Nội của tôi (kịch Hà My của tôi)
- Nỗi nhớ vô hình
- Vệt nắng cuối trời (Ost Vệt nắng cuối trời)
- Đàn trời (Ost Đàn trời)
- Em Yêu
- Đường lên phía trước (Ost Đường lên Điện Biên)
- Nói với em rằng
- Hối tiếc muộn màng (Kịch Đường chân trời)
- Ngơ ngác cỏ may (Ost Hoa Cỏ May 3)
- Cơn mưa ngang qua (Ost Những cô gái trong thành phố)
- Màu của ngày không em[7]
- Lạc nhịp (ft Bùi Anh Tuấn)
- Phát lộc toàn gia (Ost Chôn nhời)
- Yêu Là Thế Ư (ft Hương Ly) (Ost Hướng dương ngược nắng)
- Phía sau cánh cửa (Ost Ngày mai bình yên)
- Bão tố Trường Sơn (kịch Bão tố Trường Sơn)
- Lặng lẽ (Ost Mật lệnh hoa sữa)
- Tìm về (ft Hương Ly) (Ost Cha tôi, người ở lại)
- Hoa dại khờ (ft Hương Ly) (Ost Cha tôi, người ở lại)
- Đi một đường, về hai hướng (ft Hương Ly) (Ost Cha tôi, người ở lại)

## Gia đình
Tiến Minh đã lập gia đình và có hai con: một gái một trai.

## Giải thưởng
- Giải Bạc tại Liên hoan Sân khấu về hình tượng người chiến sĩ CAND năm 2005 trong vở diễn "Bản danh sách điệp viên" vai "Henry Thọ".
- Huy chương Bạc tại Hội diễn Sân khấu Kịch nối chuyên nghiệp toán quốc do Bộ VHTT & DL trao tặng năm 2009 trong vở diễn "Mắt phố" vai Tráng.
- Huy chương Bạc tại Liên hoan Sân khấu Kịch nối chuyên nghiệp toán quốc do Bộ VHTT & DL trao tặng năm 2012 trong vở diễn "Những mặt người thấp thoáng" vai Khả.
- Huy chương Bạc tại Cuộc thi nghệ thuật Sân khấu Kịch nối chuyên nghiệp toán quốc do Bộ VHTT & DL trao tặng năm 2015 trong vở "Điệp khúc vi rút" vai Cường.
- Huy chương Vàng tại Cuộc thi nghệ thuật Sân khấu Kịch nối chuyên nghiệp toán quốc do Bộ VHTT & DL trao tặng năm 2015 trong vở diễn "Bỉ Vỏ" và "Tiếng đàn vùng mê thảo" giải âm nhạc.
- Huy chương Vàng tại Liên hoan Sân khấu Kịch nối chuyên nghiệp toán quốc do Bộ VHTT & DL trao tặng năm 2012 giải âm nhạc trong vở diễn "Những mặt người thấp thoáng".
- Huy chương Vàng tại Liên hoan Sân khấu Kịch nối chuyên nghiệp toán quốc do Bộ VHTT & DL trao tặng năm 2015 giải âm nhạc trong vở "Điệp khúc vi rút".
- Giải Nghệ sĩ Ưu tú trao tặng năm 2019.[8].